# Rhaphium discigerum
Rhaphium discigerum är en tvåvingeart som beskrevs av Christian Stenhammar 1851. Rhaphium discigerum ingår i släktet Rhaphium och familjen styltflugor. Arten är reproducerande i Sverige. Inga underarter finns listade i Catalogue of Life.